# Alt Deba
Alt Deba (en basc: Debagoiena), és una comarca de la província de Guipúscoa, País Basc. Està situat al sud-est de la província de Guipúscoa en la conca alta del riu Deba. És una comarca fortament industrialitzada. Aquí té la seu central el moviment cooperativista basc. Es troba la seu central de Mondragón Corporación Cooperativa, de la Caixa Laboral Popular, de la Universitat de Mondragón, així com de nombroses empreses del grup amb Fagor i Eroski al capdavant.

## Municipis de l'Alt Deba
| # | Municipi       | Alcalde                              | Partit Polític           | Població | % Població | Territori km² |
| - | -------------- | ------------------------------------ | ------------------------ | -------- | ---------- | ------------- |
| 1 | Antzuola       | Pedro Mª Iturbe Glez.de Audicana     | ANB                      | 2.042    | 3,3        | 27,72         |
| 2 | Aretxabaleta   | Joseba Inaxio Garro Garcia Iturrospe | Aralar                   | 6.319    | 10,2       | 28,97         |
| 3 | Elgeta         | Oxel Erostarbe Tubilla               | Aralar                   | 1.026    | 1,7        | 16,83         |
| 4 | Eskoriatza     | Pedro María Lasagabaster Armendáriz  | ANB                      | 3.894    | 6,3        | 40,43         |
| 5 | Arrasate       | MªInocencia Galparsoro Marcaide      | ANB                      | 22.615   | 36,6       | 30,80         |
| 6 | Oñati          | Lourdes Idoiaga Urkia                | PNB                      | 10.711   | 17,3       | 107,31        |
| 7 | Leintz-Gatzaga | Eusebio Villar Azcarate              | Agrup.Electores (Indep.) | 250      | 0,4        | 14,7          |
| 8 | Bergara        | Agurne Barruso Lazkano               | ANB                      | 14.882   | 24,1       | 75,97         |
|   | Alt Deba       |                                      |                          | 61.739   | 100        | 342,73        |